# Anteon magnatum
Anteon magnatum  (лат.) — вид мелких ос рода Anteon из семейства Dryinidae (Anteoninae). Восточная Азия. Эндемики Южной Кореи. Длина около 6 мм. Голова шире мезосомы (длина головы — 1,09 мм, ширина — 1,63 мм). Ноги коричневые (задние бёдра почти чёрные), голова чёрная (кроме дистальной желтовато-коричневой трети мандибул); усики красновато-коричневые (кроме тёмно-бурых конечных 6-10-х члеников, образующих булаву). Задняя поверхность проподеума с двумя продольными килями. Длина гладкого и блестящего брюшка 2,89 мм; длина передних крыльев — 4,29 мм. Сходен с видом A. laminatum Olmi, 1987.